# Acromyrmex
Acromyrmex és un gènere de formigues de la subfamília dels mirmicins (Myrmicinae), pròpies del del Nou Món, conegudes popularment com a «formigues talladores de fulles» nom que comparteixen amb les formigues del gènere Atta.

## Característiques

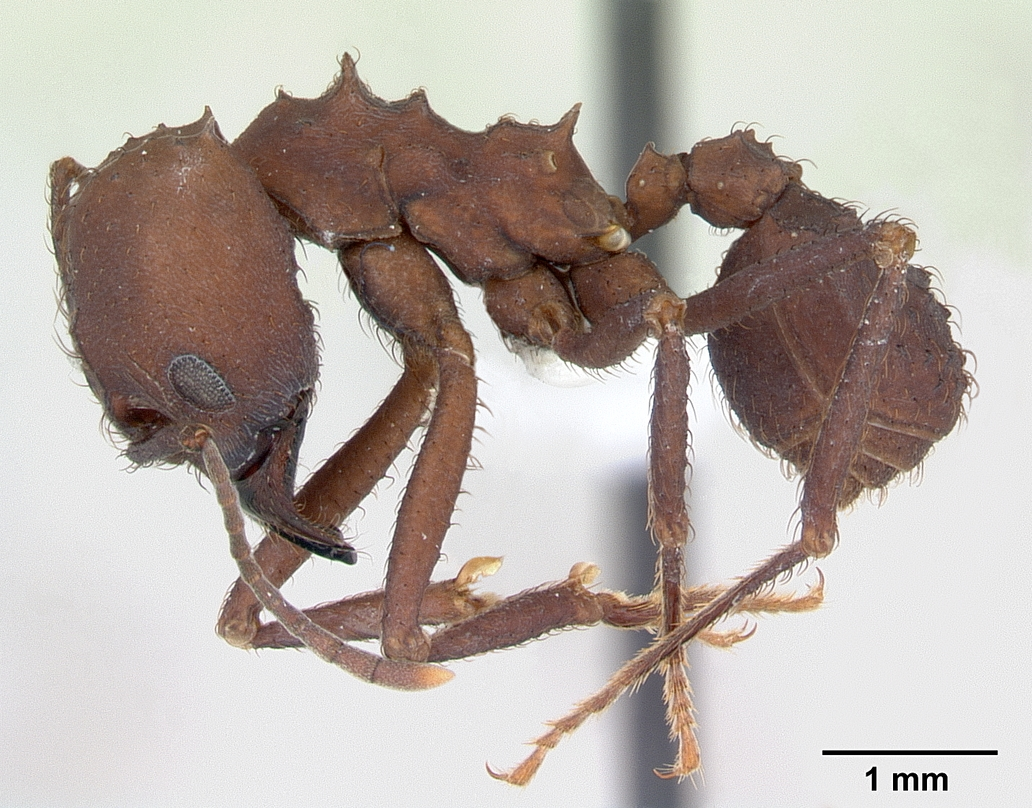
Vista de perfil d'obrera de A. balzani

L'exoesquelet de les espècies d'Acromyrmex està endurit, cosa que els atorga protecció en front la gran irradiació solar i la deshidratació. Tenen el pecíol dividit en dos nòduls.

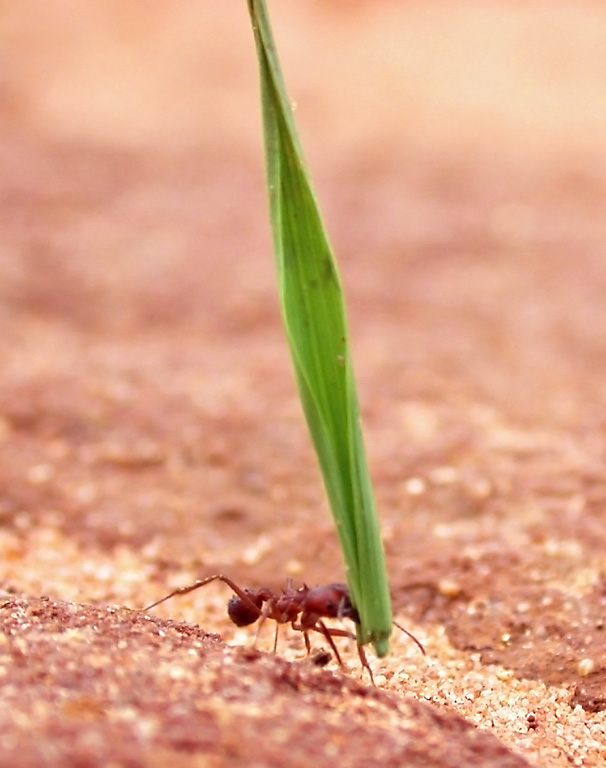
Obrera dA. balzani portant una fulla

## Reproducció
Els mascles i les femelles alades deixen el niu de forma massiva i copulen (situació coneguda en portuguès com la «revoada»).
Un cop a terra, les femelles perden les ales i funden una colònia subterrània, però només un 2,5% reieixen. Les femelles porten fongs a la boca que després serviran per cultivar-los sobre les fulles.

## Taxonomia
El gènere Acromyrmex conté 34 espècies:
- Acromyrmex ambiguus Emery, 1888
- Acromyrmex ameliae  De Souza et al., 2007
- Acromyrmex aspersus F. Smith, 1858
- Acromyrmex balzani Emery, 1890
- Acromyrmex biscutatus Fabricius, 1775
- Acromyrmex charruanus Rabeling et al., 2015
- Acromyrmex coronatus Fabricius, 1804
- Acromyrmex crassispinus Forel, 1909
- Acromyrmex diasi Gonçalves, 1983
- Acromyrmex disciger Mayr, 1887
- Acromyrmex echinatior Forel, 1899
- Acromyrmex evenkul Bolton, 1995
- Acromyrmex fowleri Rabeling et al., 2019
- Acromyrmex fracticornis Forel, 1909
- Acromyrmex heyeri Forel, 1899
- Acromyrmex hispidus Santschi, 1925
- Acromyrmex hystrix Latreille, 1802
- Acromyrmex insinuator  Schultz et al., 1998
- Acromyrmex landolti Forel, 1885
- Acromyrmex laticeps Emery, 1905
- Acromyrmex lobicornis Emery, 1888
- Acromyrmex lundii Guérin-Méneville, 1838
- Acromyrmex niger F. Smith, 1858
- Acromyrmex nigrosetosus Forel, 1908
- Acromyrmex nobilis Santschi, 1939
- Acromyrmex octospinosus Reich, 1793
- Acromyrmex pubescens Emery, 1905
- Acromyrmex pulvereus Santschi, 1919
- Acromyrmex rugosus F. Smith, 1858
- Acromyrmex silvestrii Emery, 1905
- Acromyrmex striatus Roger, 1863
- Acromyrmex subterraneus Forel, 1893
- Acromyrmex versicolor Pergande, 1894
- Acromyrmex volcanus Wheeler, 1937